# Sudan vid världsmästerskapen i simsport 2022
Sudan tävlade vid världsmästerskapen i simsport 2022 i Budapest i Ungern mellan den 17 juni och 3 juli 2022. Sudan hade en trupp på tre idrottare.

## Simning
Herrar
| Idrottare     | Gren               | Heat    | Heat      | Semifinal        | Semifinal        | Final            | Final            |
| Idrottare     | Gren               | Tid     | Placering | Tid              | Placering        | Tid              | Placering        |
| ------------- | ------------------ | ------- | --------- | ---------------- | ---------------- | ---------------- | ---------------- |
| Abobakr Abass | 50 meter bröstsim  | 29,69   | 44        | Gick inte vidare | Gick inte vidare | Gick inte vidare | Gick inte vidare |
| Abobakr Abass | 100 meter bröstsim | 1.04,13 | 45        | Gick inte vidare | Gick inte vidare | Gick inte vidare | Gick inte vidare |
| Ziyad Saleem  | 100 meter ryggsim  | 55,75   | 28        | Gick inte vidare | Gick inte vidare | Gick inte vidare | Gick inte vidare |
| Ziyad Saleem  | 200 meter ryggsim  | 2.01,05 | 22        | Gick inte vidare | Gick inte vidare | Gick inte vidare | Gick inte vidare |

## Öppet vatten-simning
| Idrottare      | Gren           | Tid                 | Placering           |
| -------------- | -------------- | ------------------- | ------------------- |
| Yousif Ibrahim | Herrarnas 5 km | Utanför tidsgränsen | Utanför tidsgränsen |